# Bôlon de Diogane
Der Bôlon de Diogane ist ein Bolong im Saloum-Delta und rechter Flussarm des westafrikanischen Saloum-Flusses in Senegal.

## Geographische Lage
Die Verzweigung des Bôlon de Diogane vom Saloum-Hauptarm liegt in Höhe des Dorfes Djirnda. Sein Lauf schlängelt sich in allgemeiner Südrichtung durch die Inselgruppe Îles du Gandoul zum Mündungstrichter des Diombos und quert dabei das Gebiet der Inselgemeinden Bassoul und Djirnda, die im Arrondissement de Niodior des Départements Foundiougne liegen. Das Gewässerbett hat in der Nähe der großen Ströme eine Breite von rund 200 Meter, die im Zentrum der Inselgruppe auf etwa 60 Meter abnimmt, abgesehen von dem unterschiedlich breiten Mangrovengürtel zu beiden Seiten der Ufer. Die Gewässerlänge beträgt etwa 23,5 Kilometer.
Seinen Namen leitet das Gewässer von dem Dorf Diogane ab, an dem er vorbeifließt.